# XP Inc.
XP Inc. é uma gestora de investimentos brasileira. A empresa oferece produtos de renda fixa, ações, fundos de investimento e previdência privada, além de serviços de gestão de patrimônio e outros serviços financeiros. A XP atende clientes no Brasil e possui escritórios em São Paulo, Rio de Janeiro, Nova York, Miami, Londres e Genebra.

## História

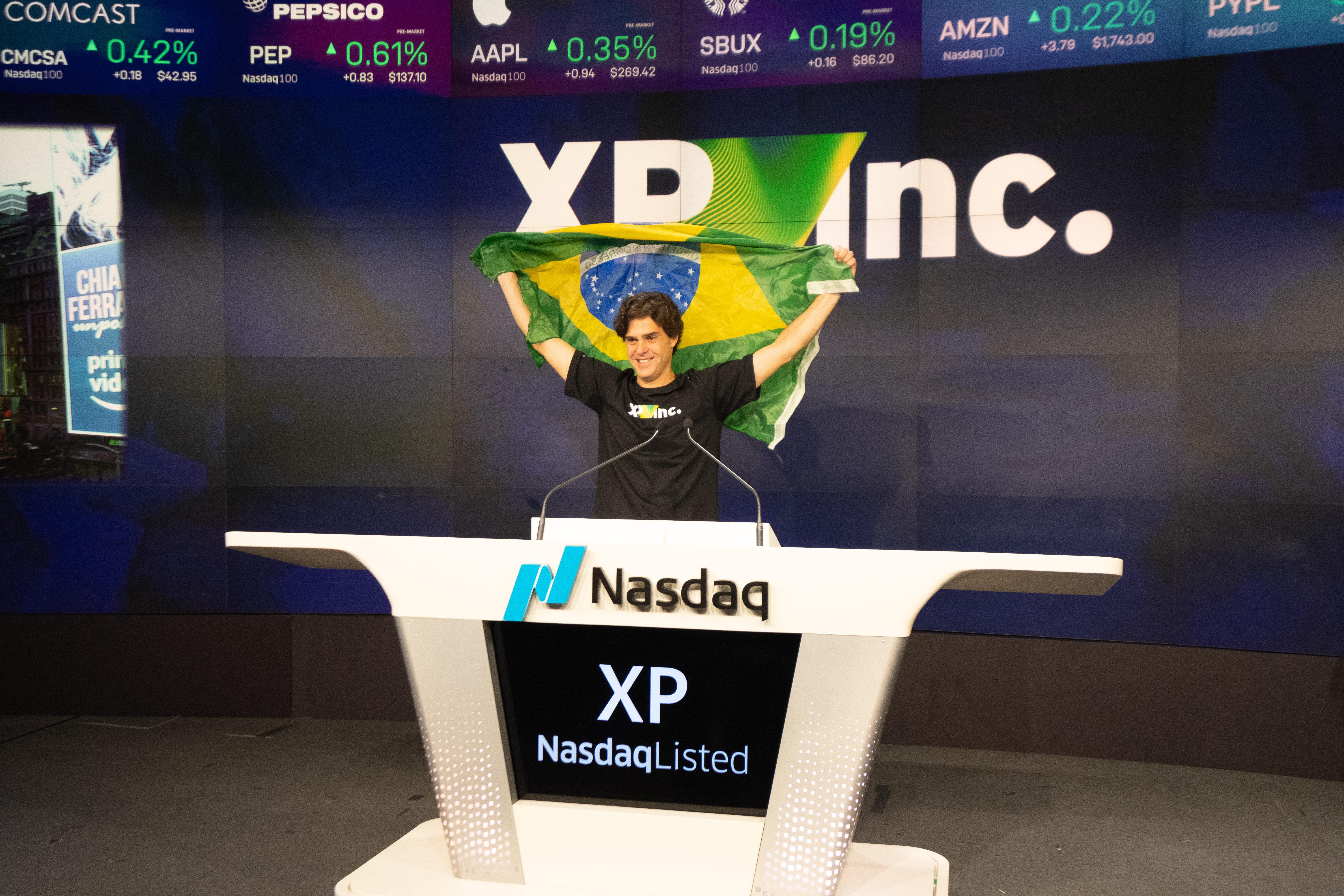
IPO XPINC - Guilherme Benchimol na Nasdaq em 2019

Em 2001, Guilherme Benchimol e Marcelo Maisonnave criaram a XP Investimentos CCTVM S.A., em Porto Alegre, como uma empresa de agentes de investimentos independentes.
Em 2005, foi criada a XP Resource Management, uma empresa de gestão de recursos. Com a incorporação da Americainvest CCTVM Ltda., em 2007, a XP Investimentos tornou-se uma corretora. Atualmente, a empresa conta com mais de 3 milhões de clientes ativos e mais de US$ 130 bilhões em custódia. Atua em diversos países, principalmente no Brasil e nos Estados Unidos. Conta com mais de 8.000 consultores de investimento distribuídos em 800 escritórios.
Em 2011, a XP anunciou a aquisição da Interfloat e da Senso Corretora. Além disso, em outubro de 2011, a empresa também formalizou a compra da Infomoney.
Em 2012, a XP anunciou a união de forças com a Prime Corretora.
Em julho de 2014, anunciou a compra da Clear Corretora por US$ 90 milhões.
Em dezembro de 2016, a XP Investimentos anunciou que adquiriu a Rico Corretora de Valores.
Em julho de 2017, o Itaú Unibanco anunciou um acordo de oferta de compra de 49,9% das ações da XP por R$ 5,7 bilhões. No mesmo ano, foi anunciada a aquisição por R$ 6,3 bilhões.
Em janeiro de 2022, a XP adquiriu o Banco Modal por R$ 3 bilhões.
Em novembro de 2022, a Aston Martin F1 Team anunciou uma parceria com a XP como parceira oficial global de serviços financeiros da equipe no Grande Prêmio de São Paulo de 2022.
Em dezembro de 2023, o Itaúsa, holding controladora do banco Itaú anunciou a venda de ações da XP.